# Подин
По́дин — село в Україні, у Чернігівському районі Чернігівської області. Входить до складу Березнянської селищної громади. Населення становить 34 особи. До 2020 року орган місцевого самоврядування — Миколаївська сільська рада.
Восени 2014 року в селі постала громада УПЦ КП, настоятель — ієромонах Нестор (Назаров). Протягом тривалого часу був іноком Домницького монастиря Московського Патріархату, перейшов до КП, не витримавши проросійської позиції своєї Церкви.

## Люди
А селі народився Колесник Максим Йосипович (1882—1962) — український радянський живописець.